# Cordilura nubecula
Cordilura nubecula är en tvåvingeart som beskrevs av Mitsuhiro Sasakawa 1986. Cordilura nubecula ingår i släktet Cordilura och familjen kolvflugor. Inga underarter finns listade i Catalogue of Life.